# Хилипяйярви
Хилипяйярви — пресноводное озеро на территории Амбарнского сельского поселения Лоухского района Республики Карелии.

## Общие сведения
Площадь озера — 1,1 км², площадь водосборного бассейна — 6,46 км². Располагается на высоте 181,6 метров над уровнем моря.
Форма озера лопастная. Берега изрезанные, каменисто-песчаные, местами заболоченные.
Из южного залива озера вытекает ручей Хилипяййоки, впадающий в реку Кивийоки, которая, в свою очередь, впадает в реку Шурийоки. Последняя впадает в Валазреку, которая впадает в Топозеро.
Ближе к северному берегу Хилипяйярви расположен один небольшой остров без названия.
К северу от озера проходит просёлочная дорога.
Населённые пункты вблизи водоёма отсутствуют.
Код объекта в государственном водном реестре — 02020000411102000000377.